# Demidovskij rajon (Russia)
Il Demidovskij rajon (in russo Демидовский район?) è un rajon dell'Oblast' di Smolensk, nella Russia europea; il capoluogo è Demidov. Istituito nel 1929, ricopre una superficie di 2.512,16 chilometri quadrati e nel 2010 ospitava una popolazione di circa 15.000 abitanti.